# Marita Capote
Marita Capote (Caracas, 23 de abril de 1960)  Su nombre completo es: María del Carmen Capote Abdel. Es una actriz venezolana, hija del también actor Julio Capote y hermana de Tatiana Capote.

## Inicios
Se inicia como actriz en 1973 al participar en la telenovela Raquel en el personaje de Ana María la hija adoptiva de Doris Wells y Raúl Amundaray, luego siguió Valentina. Por Venevisión actuó en "La Zulianita" (1976) y "Tres mujeres" (1978). Regresó al canal 2, participó en "Muñequita" (1980) como la novia de Romerito (Renato Gutiérrez) y en 1981 hizo de Quequeta en "Marielena". De vuelta al canal 4, hizo de Meche en "La heredera" (1982) trabajo que le valió reconocimiento y en la página "Close Up" de la revista Venezuela Farándula destacaron: su calidad interpretativa con el titular "Marita es actriz". Seguidamente hizo de Cruz María en "La Bruja" (1982) por ese mismo canal. Participa en el festival de canto "Festival de los Famosos" en 1983 con la versión en español de la canción brasilera "Lanza perfume". Se inicia como cantante con el apoyo del productor Stefano Pagani y graba su primer sencillo en 45 rpm Disfraz emocional/Cuando el sol se va con su tema éxito "Yo siento un fuego" por Rctv y de Sonográfica, su estilo musical se orienta hacia estilos pop. Tiene éxito con el disco Disfraz emocional. Participa en el programa musical aniversario "Evocación",transmitido en 1983 por RCTV,  junto a los artistas del canal Nancy Ramos, Hugo Carregal, Luis Guillermo González, Federico Gattorno, Trino Mora, Ileana, Nancy Soto, Mirta Pérez, Mayra Martí, Oscar D´León, Freddy Escobar y Carlos Mata. Graba producciones discográficas como "Escalofrío" (1983) y "Maryta" (1985), pero decide dedicarse de lleno en el mundo de la actuación, hace de Verónica en la novela "La Salvaje" (1984) y luego interpreta a Marion, la villana principal en Cristal (telenovela)1985-86 donde logra un gran éxito. Tras un receso de tres años, nuevamente por Venevisión, hace de Parchita en la exitosa "" (1989-90)Paraíso; de Manuela en "Adorable Mónica" (1990), de Sara Camachco en "La mujer prohibida" (1991-92), de Yoly en "Por Amarte Tanto" (1992-93), de Silvia Machado en "Como tú ninguna" (1995), de Mónica en "Sol de tentación" (1996), y de Rosario en "Enamorada" (1999). En México, hizo de Coromoto en "Inocente de ti" de Televisa (2004), siendo su último trabajo actoral en "Prisionera" de Telemundo en Miami (2004).

## Discografía
- 1983 - Disfraz emocional/Cuando el sol se va
- 1983 - Escalofrío
- 1985 - Maryta

## Telenovelas
- Raquel (1973) - Ana María Estévez
- Valentina - Elenita
- La Zulianita - Linda
- Indocumentada
- Tres mujeres
- Rosa Campos, provinciana - Mirna
- Muñequita (1980)
- Marielena - Quequeta
- La heredera - Meche
- La bruja - Cruz María
- La Salvaje - Verónica
- Cristal (1985) - Marion Bellorin
- Paraíso - Parchita
- Adorable Mónica - Manuela
- La mujer prohibida - Sara Damasco
- Por amarte tanto - Yoly
- Como tú ninguna - Silvia Machado
- Sol de tentación - Mónica de Romero
- Enamorada - Rosario
- Inocente de ti - Coromoto
- Prisionera - Madre de Guadalupe y Milagros

#### Telefilmes
- José Gregorio Hernández, el siervo de Dios (1990) .... Isolina Hernández (hermana de José Gregorio)

#### Cinematografía
- Piel de cactus (1997) (Esp)  Dir. Alberto Omar Walls